# DJ-микшер

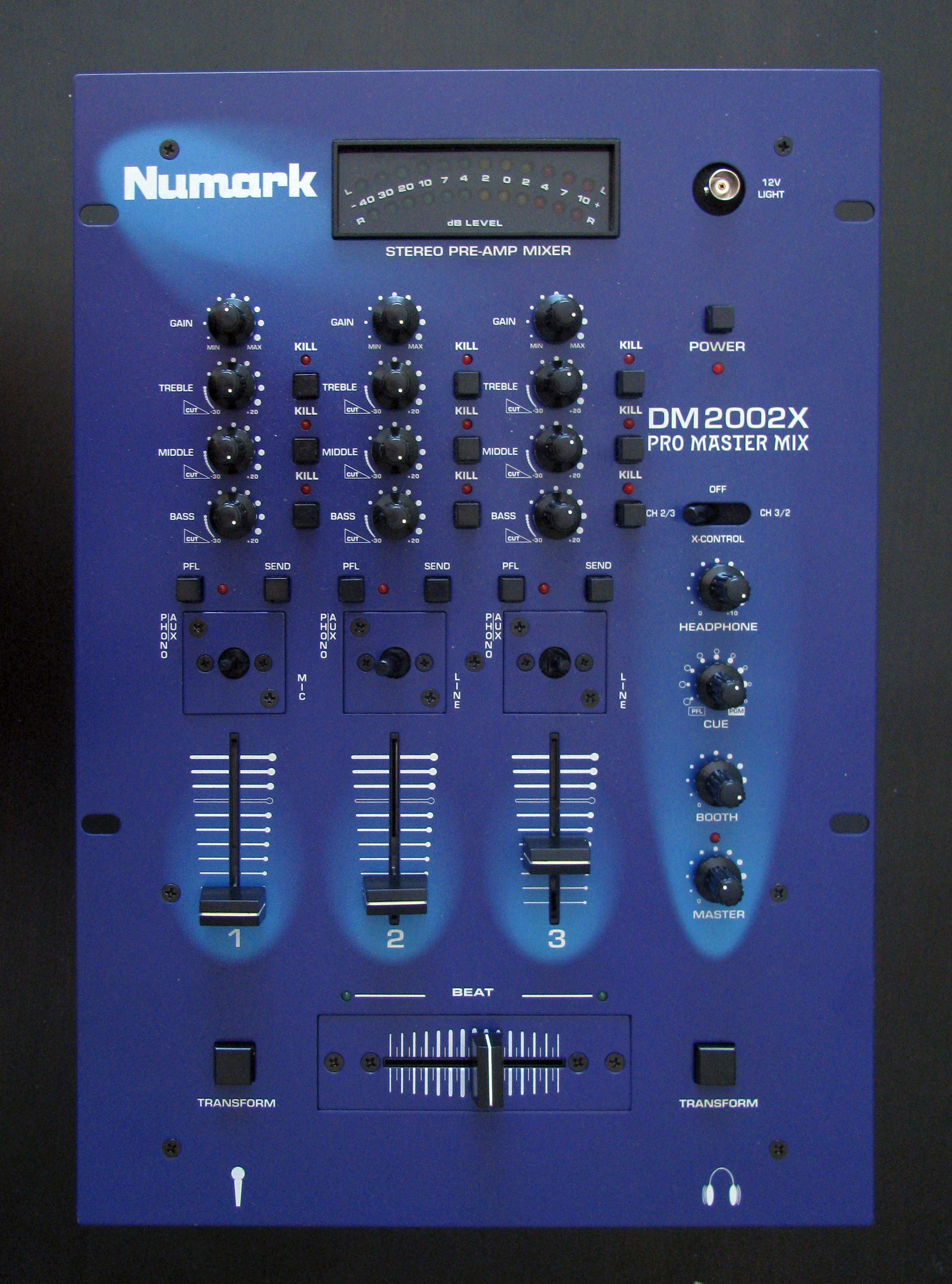
DJ микшер DM2002X фирмы Numark.

DJ-микшер — вид микшерного пульта, используемый диджеями. Диджеи, играющие музыку, используют микшер для плавного перехода между различными песнями, играющих с различных источников и подключённых к микшеру. Также DJ-микшер позволяет в режиме реального времени накладывать на играемые треки спецэффекты.

## Описание
Ключевой разницей между DJ-микшером и другими типами микшеров является возможность перенаправлять неиграющий источник сигнала в наушники, с тем чтобы найти нужную часть трека для сведения; а также наличие кроссфейдера для более лёгкой регулировки громкости. DJ-микшеры используются для создания миксов, которые записываются и продаются.
К большинству DJ-микшеров низкой и средней ценовой категории можно подключить только два источника, но некоторые микшеры могут воспроизводить до четырех источников. Диджеи и исполнители музыки в стиле хип-хоп, рэп-рок и ню-метал используют DJ-микшеры для создания битов, лупов и различных звуковых эффектов.
DJ-микшеры обычно намного меньше других микшерных пультов, используемых в системах звукоусиления и звукозаписи. Типичный микшер для ночного клуба имеет 24 входа, огромный микшер профессиональной студии звукозаписи может иметь 48, 72 или даже 96 входов, а типичный DJ-микшер может иметь только от двух до четырех входов.
Кроссфейдер в микшере позволяет осуществить легкий переход между двумя источниками. Кроссфейдер имеет ту же конструкцию, что и фейдер, но в отличие от фейдеров, которые обычно вертикальные, кроссфейдеры обычно горизонтальные. Чтобы понять функцию кроссфейдера, нужно представить его в трех ключевых позициях. Для DJ-микшера, к которому подключены два источника звука, когда кроссфейдер находится в крайнем левом положении, микшер будет выводить музыку только с вертушки A. Когда кроссфейдер находится в крайнем правом положении, микшер будет выводить только музыку проигрывателя B. Когда кроссфейдер находится в средней точке (которая всегда отмечена горизонтальной линией), микшер выводит смесь музыки проигрывателя A и музыки проигрывателя B. Другие точки на пути кроссфейдера создают разные миксы проигрывателя A и проигрывателя B.
DJ-микшеры обычно имеют регуляторы эквалайзера для низких и высоких частот каждого канала. Некоторые имеют встроенные электронные или цифровые эффекты, такие как эхо или реверберация. У некоторых есть выключатель, который полностью отключает канал или полностью отключает полосу частот (например, все басы).  

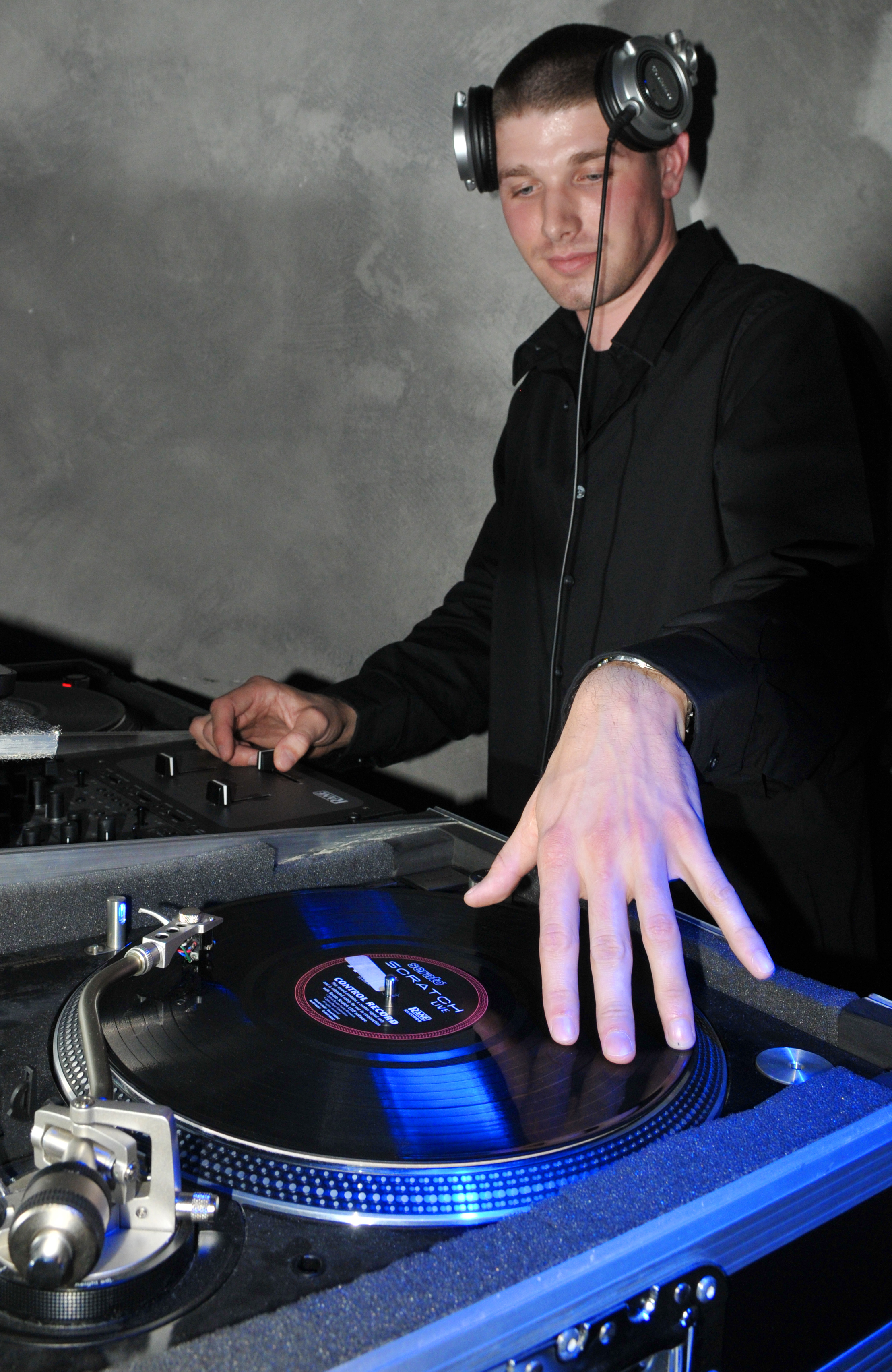
Диджей в 2009 году на Air Force Ball. Одной рукой он управляет грампластинкой, другой — регулирует кроссфейдер на DJ микшере.